# Ipomoea elongata
Ipomoea elongata är en vindeväxtart som beskrevs av Jacques Denys Denis Choisy. Ipomoea elongata ingår i släktet praktvindor, och familjen vindeväxter. Inga underarter finns listade i Catalogue of Life.